# De la mesure du cercle
De la mesure du cercle (grec ancien : Κύκλου μέτρησις / Kúklou métrēsis) est un traité d'Archimède composé de trois propositions. Ce traité est seulement une partie de ce qui était une œuvre plus importante, ; il a été redécouvert en 1906 dans le palimpseste d'Archimède.

## Propositions

### Proposition une
« Un cercle quelconque est égal à un triangle rectangle dont un des côtés de l'angle droit est égal au rayon de ce cercle, et dont l'autre côté de l'angle droit est égal à la circonférence de ce même cercle. »

Le cercle et le triangle ont la même aire.

Autrement dit : tout cercle de circonférence c et de rayon r a même aire qu'un triangle rectangle de cathètes c et r. Cette proposition est démontrée par exhaustion.

### Proposition deux
« Un cercle est au carré construit sur son diamètre, à très peu de chose près, comme 11 est à 14. »

Autrement dit : le rapport de la surface du cercle au carré de son diamètre est presque celui de 11 à 14. Ou encore : 22/7 est une bonne 

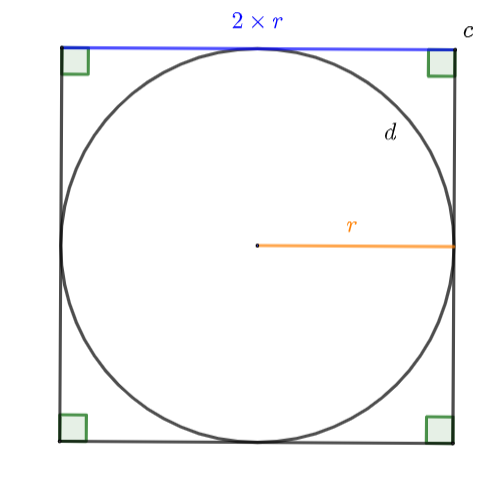
Le cercle de rayon inscrit dans un carré de côté.

approximation du nombre π.

Démonstration :
Soit un disque {\displaystyle d} de côté {\displaystyle r} et un carré {\displaystyle c} de côté {\displaystyle 2\times r}.
{\displaystyle Aire_{d}=\pi \times {r}^{2}}
{\displaystyle Aire_{c}={(2\times r)}^{2}=4\times {r}^{2}}
{\displaystyle {\frac {Aire_{d}}{Aire_{c}}}={\frac {\pi \times {r}^{2}}{4\times {r}^{2}}}={\frac {\pi }{4}}\approx {\frac {11}{14}}}
Ainsi :
{\displaystyle \pi \approx {\frac {4\times 11}{14}}={\frac {22}{7}}}

### Proposition trois
« La circonférence d'un cercle quelconque est égale au triple du diamètre réuni à une certaine portion du diamètre, qui est plus petite que le septième de ce diamètre, et plus grande que les 10/71 de ce même diamètre. »

Exemples de la manière dont Archimède calcule π. Archimède utilise un polygone de 96 côtés pour son approximation.

Autrement dit : le rapport entre la circonférence d'un cercle et son diamètre est inférieur à {\displaystyle 3+{\tfrac {10}{70}}} mais supérieur à {\displaystyle 3+{\tfrac {10}{71}}}.
Cette proposition revient à fournir un encadrement de π. Archimède a trouvé des majorants et minorants de π en inscrivant et en circonscrivant un cercle à deux polygones réguliers similaires de 96 côtés.

#### Approximation deracines carrées
Cette proposition contient aussi une approximation supérieure et inférieure de √3 et d'autres approximations supérieures de racines carrées.
{\displaystyle {\tfrac {1351}{780}}>{\sqrt {3}}>{\tfrac {265}{153}}}
Archimède ne donne pas d'explications sur la manière d'obtenir ces approximations. Cependant la simple expression graphique des fractions continues, exprimée par une suite de rectangles, permet d'obtenir ces mêmes ratios.